# 西川道
西川道，中华民国初期设置的道。
1914年6月由川西道改名，治所在成都县（今四川成都市）。属四川省。辖成都、华阳、简阳、广汉、崇庆、什邡、双流、新都、温江、新繁、金堂、郫县、灌县、彭县、崇宁、新津、平武、江油、北川、彰明、茂县、汶川、绵阳、德阳、安县、绵竹、梓潼、罗江、懋功、松潘、理番等县。辖境约当今四川省大金川以东，青川、江油、梓潼、绵阳、德阳、广汉、金堂、简阳等市县以西，以及小金、都江堰、崇州、新津、双流等市县以北地区。1928年废。